# Chaetocnema castillana
Chaetocnema castillana là một loài bọ cánh cứng trong họ Chrysomelidae. Loài này được Bergeal & Doguet miêu tả khoa học năm 2005.